# Faik Kamberović
Faik Kamberović (* 25. Juli 1968) ist ein ehemaliger Fußballspieler aus Bosnien und Herzegowina. Der Stürmer, der 1997 den Titel des slowenischen Torschützenkönigs in der Slovenska Nogometna Liga holte, spielte im Laufe seiner Karriere außerhalb seines Heimatlandes in Slowenien, Kroatien und Österreich.

## Werdegang
Nach Ende des Bosnienkrieges heuerte Kamberović beim slowenischen Klub Publikum Celje an. Auf Anhieb etablierte er sich beim Erstligisten in der Angriffsreihe und trat als regelmäßiger Torschütze in Erscheinung. Mit 24 Saisontoren platzierte er sich hinter Torschützenkönig Ermin Šiljak an zweiter Stelle der Torschützenliste und sorgte dafür, dass der Klub den fünften Tabellenrang belegte. Auch in der folgenden Spielzeit zeigte er seine Torgefahr und krönte sich mit 21 Treffern selbst zum Torschützenkönig. Dennoch verpasste er mit der Mannschaft erneut den Europapokal. Nachdem er auch in seinem dritten Jahr mit 17 Saisontoren zu den erfolgreichsten Torschützen der Slovenska Nogometna Liga gehört hatte, machte er außerhalb der Landesgrenzen auf sich aufmerksam.
Kamberović heuerte im Sommer 1998 bei NK Varteks Varaždin in der 1. HNL an. Als Stammspieler führte er den Klub mit 13 Saisontoren in den UEFA Intertoto Cup. Nach Erfolgen über Lakamatyu-96 Wizebsk und Brann Bergen, zu denen er als Torschütze beitrug, scheiterte die Mannschaft in der dritten Runde an Rostselmasch Rostow. Er verlor jedoch in der Folge seinen Stammplatz, so dass er im Winter nach Slowenien zurückkehrte. In der Rückrunde der Spielzeit 1999/2000 lief er für den Erstligisten NK Korotan auf. Mit seinen Toren verhalf er der Mannschaft in der Meisterschaft zum vierten Platz und im Landespokal zum Finaleinzug. Dort scheiterte der Klub an SCT Olimpija Ljubljana. 
Kamberović schloss sich anschließend dem österreichischen Klub SC Eisenstadt an. Später wechselte er zum First Vienna FC 1894, ehe er 2002 nach Bosnien und Herzegowina weiterzog. Bis 2005 lief er für den FK Budućnost Podgorica auf.
| Personendaten    | Personendaten                            |
| ---------------- | ---------------------------------------- |
| NAME             | Kamberović, Faik                         |
| KURZBESCHREIBUNG | bosnisch-herzegowinischer Fußballspieler |
| GEBURTSDATUM     | 25. Juli 1968                            |